# Eva Gonzalès

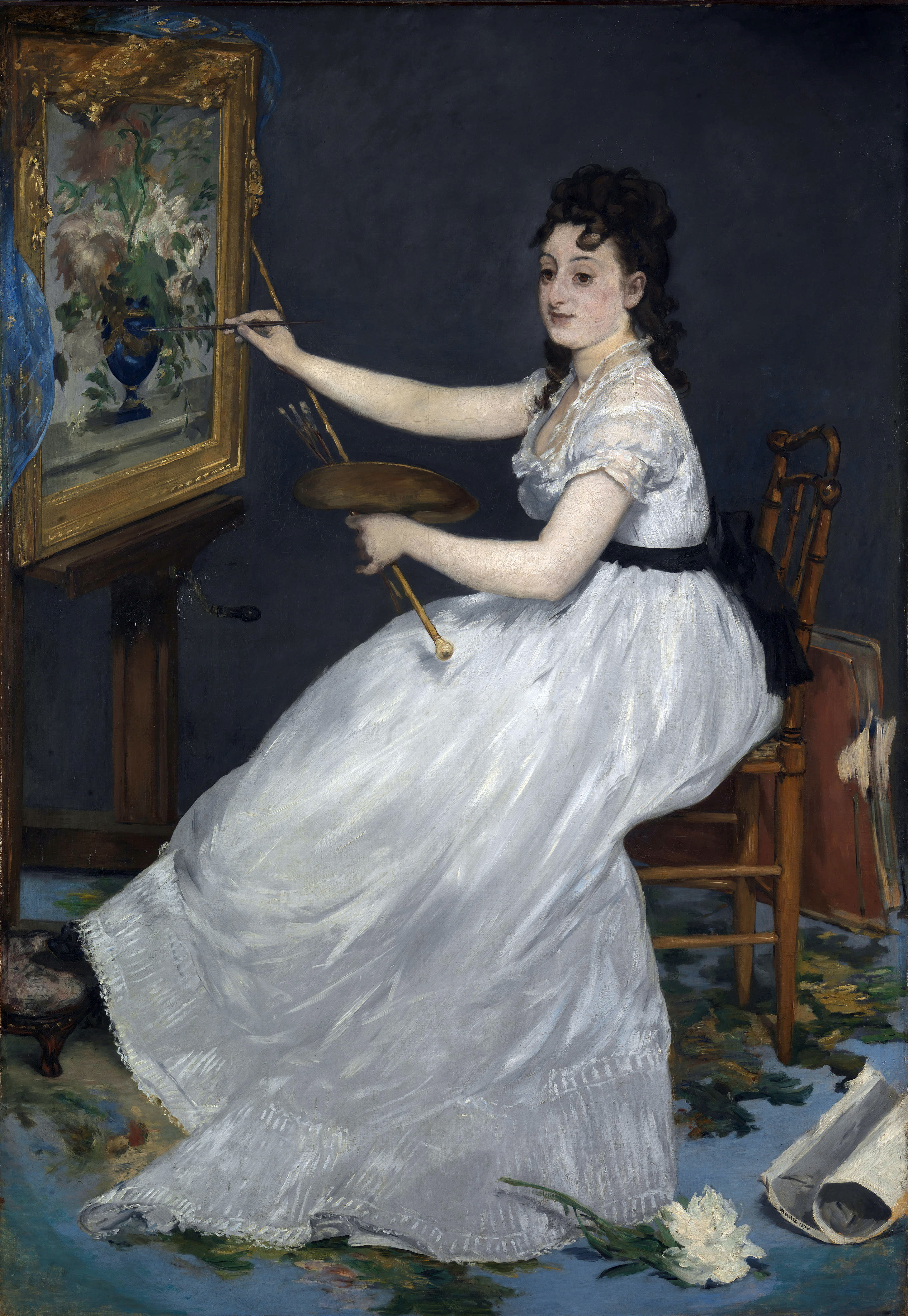
Portret Evy Gonzalès autorstwa Maneta

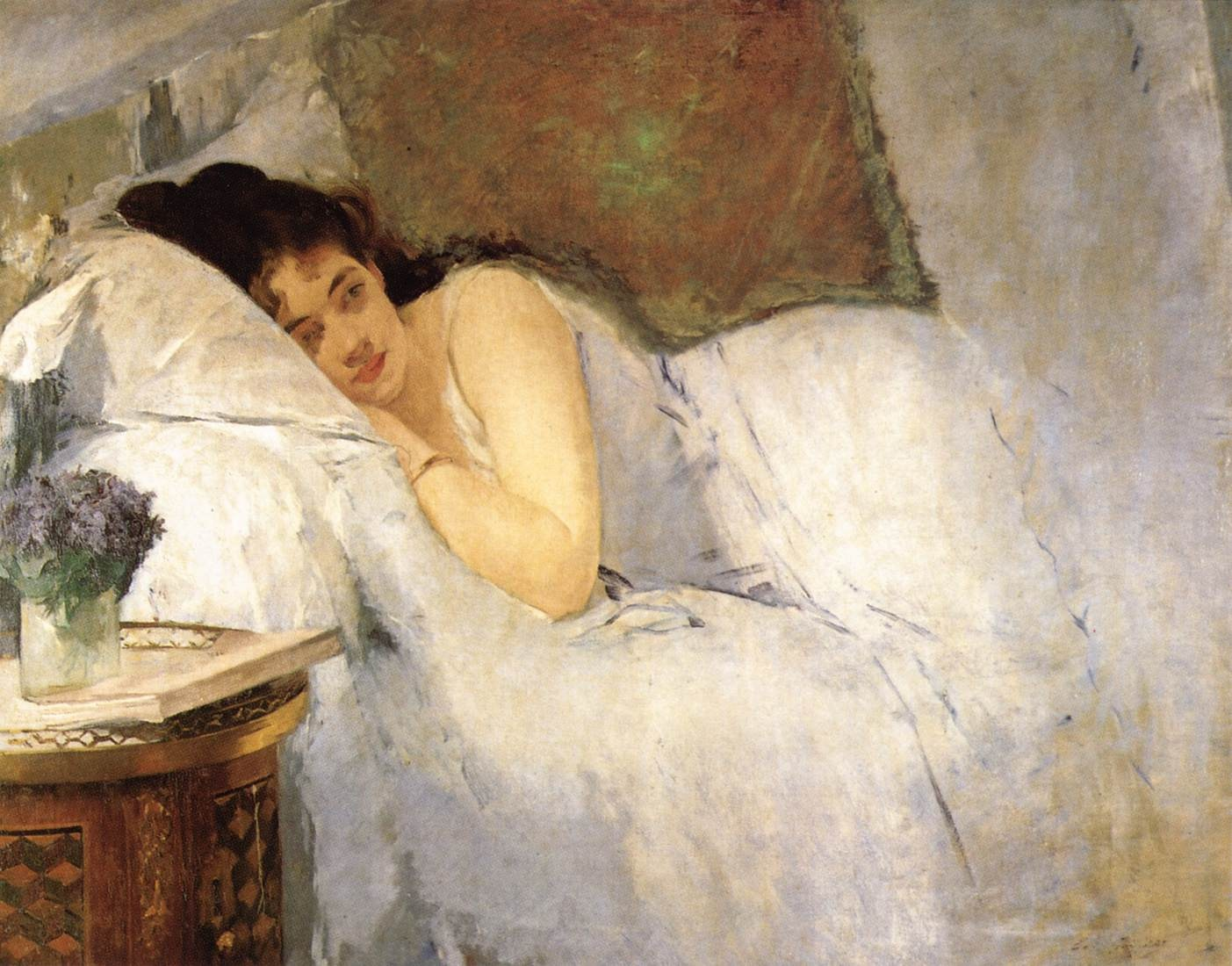
Poranne przebudzenie

Eva Gonzalès (ur. 19 kwietnia 1849 w Paryżu, zm. 6 maja 1883 tamże) – francuska malarka impresjonistyczna.
Urodziła się w rodzinie pisarza Emmanuela Gonzalèza. W 1865 zaczęła pobierać lekcje rysunku u portrecisty Charlesa Chaplina.
Gonzalès została uczennicą Édouarda Maneta w lutym 1869. Podobno Manet od razu zaczął tworzyć jej portret, który został ukończony 12 marca 1870 i wystawiony w Salonie tego samego roku. Tak jak jej nauczyciel, nigdy nie brała udziału w kontrowersyjnych paryskich wystawach impresjonistów, ale jest uważa za przedstawicielkę tej grupy ze względu na styl malowania. Była jedyną oficjalną uczennicą Maneta i regularnie pozowała dla kilku członków szkoły impresjonistów.
Przed rokiem 1872 pozostawała pod silnym wpływem Maneta, ale później rozwinęła swój własny, bardziej osobisty styl.
Podczas wojny francusko-pruskiej znalazła schronienie w Dieppe.
Wyszła za Henriego Guérarda. Mąż i siostra, Jeanne, służyli jej za temat wielu obrazów.
Malowała martwe natury, krajobrazy i portrety. Zmarła przy porodzie w 34. roku życia, 6 dni po śmierci swojego mistrza.